# العوامرة الغربية (العوامرة)
العوامرة الغربية هي إحدى مشيخات المملكة المغربية، تتبع جغرافيا لإقليم العرائش وإداريًا لالعوامرة. يقدر عدد سكانها بـ 10527 نسمة حسب الإحصاء الرسمي للسكان والسكنى لسنة 2004.